# Залпетер, Анс Карлович
Анс Карлович Залпетер (1899, имение Баркланы (Боркланы) Поневежского уезда Ковенской губернии, Российская империя — 4 марта 1939, Москва (Донской крематорий), РСФСР, Советский Союз) — сотрудник ВЧК-ОГПУ-НКВД, начальник II-го Оперативного отдела ГУГБ НКВД СССР, старший майор государственной безопасности.

## Биография
Родился в латышской семье крестьянина-бедняка. Образование неполное среднее в гимназии города Риги до 1915. Работал в сельском хозяйстве с 1915 по 1918. Член РКП(б) с 1919, с декабря 1918 по июнь 1920 в РККА, с 1920 в органах ВЧК-ОГПУ-НКВД.

### РККА
Рядовой 41-го Сибирского полка Интернациональной дивизии с декабря 1918 по февраль 1919. Секретарь военкома штаба 1-й бригады Особой интернациональной дивизии с февраля 1919. Секретарь военкома штаба 1-й бригады 2-й Латышской дивизии в 1919—1920. Помощник начальника разведки, секретарь военкома штаба 2-й бригады 11-й стрелковой дивизии в 1920. Помощник военкома 96-го стрелкового полка 11-й Петроградской дивизии до июня 1920.

### ВЧК-ОГПУ-НКВД
Начальник информации особого отдела 11-й Петроградской дивизии с июня 1920 по январь 1921. Уполномоченный по информации особого отдела финляндской границы с января по март 1921. Начальник осведомительного отдела особого отдела Петроградского военного округа с марта 1921. Начальник информации, заведующий военной информацией особого отдела Петроградской губернской ЧК в 1921. Помощник начальника осведомительного отдела особого отдела Кавказской армии, уполномоченный по шпионажу особого отдела Отдельной кавказской армии, уполномоченный по шпионажу Закавказской ЧК, помощник начальника 1-го отделения Закавказской ЧК в 1921—1923. Временно исполняющий должность начальника 1-го отделения контр-разведывательного отдела Закавказской ЧК с 11 апреля 1923 по 5 октября 1923. Начальник 1-го отделения КРО Закавказской ЧК с 5 октября 1923 по 28 февраля 1924. Начальник восточного отдела Закавказской ЧК, полномочного представительства ЧК по ЗСФСР с 28 января по 20 июня 1924. Уполномоченный КРО 3-й группы Закавказской ЧК с 20 июня по 16 декабря 1924. Начальник 1-го отделения восточного отдела Закавказской ЧК до декабря 1924. Помощник начальника ОО Закавказской ОГПУ с 16 декабря 1924 по 8 декабря 1925. Начальник КРО ПП ОГПУ по ЗСФСР и Закавказской ЧК с 8 декабря 1925 по 6 октября 1928. 
В 1926—1928 начальник Контрразведывательного отдела ГПУ Закавказья (ЧК Грузии), которым командовал Лаврентий Павлович Берия. Тот отчаянно интриговал и запустил оперативную работу. Анс Карлович Залпетер пожаловался начальнику Закавказского ГПУ Ивану Петровичу Павлуновскому, который обрадовался компромату на дерзкого подчинённого.

После громкой ведомственной склоки Берию поставили на место Павлуновского, а Залпетеру пришлось срочно покинуть Закавказье. Его на два года отправили в Новосибирск, затем вызвали в Москву, а потом снова командировали в Сибирь.
 Начальник КРО ПП ОГПУ по Сибирскому краю с 1 ноября 1928 по 16 августа 1930. Начальник КРО ПП ОГПУ по Западно-Сибирскому краю с 16 августа по 1 октября 1930. Начальник ОО Сибирского военного округа с 1 октября 1930 по 1 января 1931, и одновременно начальник ОО ПП ОГПУ по Западно-Сибирскому краю с 21 октября 1930 по 1 января 1931. Заместитель начальника ОО ПП ОГПУ по Западно-Сибирскому краю с 1 января 1931 по 9 марта 1932. Начальник ОО ПП ОГПУ по БССР с 9 марта 1932 по 10 июля 1934, затем одновременно 2-й заместитель полпреда ОГПУ по БССР, заместитель председателя ГПУ БССР с 5 марта 1933 по 10 июля 1934. Заместитель народного комиссара внутренних дел БССР с 31 июля 1934 по 1 января 1935. Начальник СПО УГБ УНКВД Ленинградской области с 1 января по 9 февраля 1935.
Начальник ОО УГБ УНКВД Ленинградской области с 9 февраля по 31 августа 1935, одновременно начальник ОО ГУГБ НКВД Ленинградского военного округа с 9 февраля по 31 августа 1935. Заместитель начальника УНКВД Западно-Сибирского края с 31 августа 1935 по 3 сентября 1936. Начальник УНКВД Красноярского края с 3 сентября 1936 по 15 апреля 1937. Заместитель начальника 2-го Оперативного отдела ГУГБ НКВД СССР с 15 апреля 1937 по 11 июля 1937, затем начальник этого отдела по 24 января 1938.
В резерве ГУГБ НКВД СССР с 24 января 1938 по 23 марта 1938 (был откомандирован в распоряжение Наркомата лесной промышленности СССР, но затем приказ отменён). Затем начальник строительства Куйбышевского гидроузла НКВД с 23 марта 1938 по 20 мая 1938, начальник 3-го отдела Самарского ИТЛ НКВД с 23 марта 1938 по 22 мая 1938.

### Адрес
Город Куйбышев, гостиница «Националь».

### Репрессии
Арестован 22 мая 1938. Внесён в список «Москва-центр» от 20 августа 1938 (список № 3 «Бывш. сотрудники НКВД») по 1-й категории («за» Сталин и Молотов). Приговорён ВКВС СССР 4 марта 1939 к ВМН по обвинению согласно статей УК РСФСР 58-8 и 58-11 (участие в контрреволюционной организации и подготовка террористических актов). Расстрелян в тот же день, труп сожжён в крематории и прах захоронен на территории  крематория Донского кладбища.   Указом Президиума Верховного Совета СССР от 19 февраля 1940 лишён орденов Ленина и Красного Знамени. Определением ВКВС СССР от 25 марта 1958 приговор отменён и дело прекращено за отсутствием состава преступления, в связи с чем реабилитирован.